# Giuseppe Leoni (architetto)
Giuseppe Leoni (Breganzona, 6 luglio 1803 – Torino, 9 ottobre 1863) è stato un architetto e arredatore svizzero. Attivo principalmente in Piemonte, Leoni era specializzato nella costruzione di palazzi civili, caffè e teatri, fra i quali spicca l'edificio del Teatro Gobetti di Torino.

## Biografia
Giuseppe Leoni nacque a Breganzona, piccolo borgo oggi annesso a Lugano da Francesco Andrea Leoni e Lucrezia Frasca. Si trasferì a Torino e si iscrisse alla facoltà di architettura presso la Regia università, dove fu allievo, fra gli altri, di Ferdinando Bonsignore e Giuseppe Maria Talucchi; conseguì la laurea in architettura civile il 5 agosto 1826 con una tesi su "L'architettura civile in generale". Nei seguenti 3 anni, Leoni praticò un periodo di apprendistato ma non sono noti i particolari. Il primo progetto torinese a portare la firma dell'architetto luganese fu un palazzo residenziale sito all'incrocio fra via Mazzini e via Della Rocca per la famiglia Abbondioli. A questo seguirono una serie di incarichi ordinari, per lo più per edifici residenziali borghesi situati nell'area di ampliamento urbano denominato Borgo Nuovo. Nel 1833 il cognato imprenditore Pietro Polar elesse Giuseppe Leoni come procuratore per la gestione delle sue proprietà a Torino: ciò, unitamente al buon numero di progetti commissionatigli, lo convinsero, probabilmente, a trasferirsi definitivamente a Torino.
Nel 1839 gli venne affidato il progetto per l'ingresso e l'arredamento del Caffè Vassallo (oggi San Carlo), situato nell'omonima piazza. Un ulteriore appalto prestigioso lo vinse nel 1840 quando l’Accademia Filodrammatica di Torino, un’associazione amatoriale di studio dell’arte teatrale di cui lo stesso Leoni faceva parte, gli affidò l'incarico per la costruzione del proprio teatro (Oggi Gobetti). L'opera fu accolta positivamente dal pubblico e l'architetto guadagnò ulteriore fama anche negli ambienti medio-alti della società: sono di questi anni progetti commissionati dall'alta borghesia e dall'aristocrazia cittadina, in particolare il palazzo affidatogli dal conte Solaro Villanova in via Della Rocca 33, oggi chiamato Palazzo Conelli de' Prosperi. Dopo la morte dell'architetto Ferdinando Caronesi, avvenuta nel 1842, portò a termine l'ampliamento del Seminario Arcivescovile di Vercelli. Nel 1844 entrò a far parte del Consiglio degli Edili, la commissione comunale per il controllo dell'edificazione in città. Gli anni che intercorsero fra il 1845 e il 1847 furono particolarmente attivi per Giuseppe Leoni, il quale lavorò a diversi progetti, sia civili sia religiosi, che gli offrirono l'occasione di approfondire e consolidare il rigore del suo stile architettonico nel contesto dell'estetica neoclassica. Il progetto più prestigioso è certamente la realizzazione della chiesa parrocchiale del Borgo Nuovo del 1845. Egli partecipò con il collega Carlo Sada al concorso, bandito dal comune, per la sua costruzione: il disegno presentato dai due architetti vinse il concorso e, nonostante alcune diatribe fra i due professionisti riguardo alla paternità effettiva del progetto (mai del tutto chiarita), la chiesa di San Massimo venne edificata in otto anni. Nello stesso anno, l'architetto lavorò di nuovo per il conte Solaro a Moretta, borgo in cui il conte esercitava come sindaco: qui progettò il presbiterio del Santuario della Beata Maria Vergine del Pilone e l'intera chiesa della Madonna della rosa. Condusse, inoltre, diversi lavori di restauro, fra i quali il restauro della cupola della torinese chiesa della Trinità, il rifacimento di diverse facciate di Palazzi borghesi e nobiliari e la riprogettazione degli interni del teatro torinese d'Angennes e di quello di Vercelli. Nel 1847, il Comune di Torino propose la costruzione di un monumento celebrativo dedicato a Carlo Alberto di Savoia. Leoni, insieme ad alcuni illustri cittadini (fra i quali, ad esempio, il ministro Luigi Cibrario, l'editore Giuseppe Pomba e la marchesa Juliette Colbert) istituirono un comitato, la Società Patria, per la costruzione di un falansterio in cui insediare l'"Instituto Nazionale di Publica Beneficenza Carlo Alberto" dedicato all'istruzione e sostegno di bambini e anziani in difficoltà. Il progetto architettonico, disegnato da Leoni e mai realizzato, prevedeva un edificio a pianta quadrata a quattro facciate simmetriche con ampi cortili ed una chiesa a croce greca posta nel centro.
Con l'inizio degli anni Cinquanta, l'ampia attività professionale di Leoni si arricchì di nuove commissioni. Nell'ambito religioso, egli divenne l'architetto di fiducia delle Figlie della carità di San Vincenzo de' Paoli per le quali progettò diversi edifici attinenti alla chiesa di San Salvario; collaborò inoltre con l'architetto Barnaba Panizza al restauro della torinese Chiesa della Santissima Annunziata,  realizzò l'ampliamento della parrocchiale di Santena e disegnò il pulpito della chiesa di Santa Croce a Poirino; ebbe anche un ruolo progettuale, dal 1854, nei lavori di rimaneggiamento della cattedrale di Cuneo, cui seguì un analogo impegno nei lavori di decorazione interna della cattedrale di Mondovì (1856-1858). Continuò, parallelamente, l'attività sulle case da reddito per diverse committenze, sia nobiliari (Colbert, Manca Amat di Vallombrosa) che borghesi. La Società Anonima per la Fabbricazione di Case incaricò Leoni del progetto di  un fabbricato residenziale nella neonata via Buniva (Borgo Vanchiglia), contente alloggi a buon mercato per gli operai delle fabbriche che stavano sorgendo in quel periodo. L'ultimo intervento a firma dell'architetto svizzero risale al 1862.

## Opere
Giuseppe Leoni fu incaricato di molti progetti, sia civili che religiosi. Fra le opere di maggior rilievo vi sono:
- Caffè San Carlo (Torino, 1839) - interni e arredamento
- Palazzo Conelli de' Prosperi (Torino, 1839) - edificio
- Teatro Gobetti (Torino, 1840) - edificio
- Chiesa di San Massimo (Torino, 1845) - edificio (in collaborazione con Carlo Sada)
- Chiesa della Madonna della Rosa (Moretta, 1845) - edificio
- Teatro d'Angennes (Torino, 1845) - interni e arredamento
- Teatro Civico (Vercelli, 1847) - interni e arredamento
- Falansterio "Instituto Nazionale di Publica Beneficenza Carlo Alberto" (Torino, 1845) - edificio (non realizzato)